# Гарі ді Сільвестрі
Га́рі ді Сільве́стрі (нар. 3 лютого 1967, Нью-Йорк, США) — домініканський бізнесмен та лижник американського походження, що спеціалізується на лижних перегонах. Учасник зимових Олімпійських ігор (2014), прапороносець Домініки на Іграх у Сочі. Президент Федерації лижного спорту Домініки. Чоловік домініканської лижниці італійського походження Анжеліки Морроне ді Сільвестрі.

## Життєпис
Гарі ді Сільвестрі народився у найвіддаленішому від центра Нью-Йорка окрузі — Стейтен-Айленді. Під час навчання у вищій школі займався боротьбою і навіть двічі здобував звання чемпіона штату. Його борцівська кар'єра скінчилася через ДТП, під час якого Гарі вилетів з машини через лобове скло. Хлопець провів два дні у комі та близько двох тижнів в госпіталі, однак, на щастя, обійшовся без каліцтва. Після травми ді Сільвестрі займався веслувальним спортом і навіть став фіналістом стипендії Родса. Саму стипендію він не отримав, однак провів рік у Італії, де зустрів Анжеліку Морроне, що стала його дружиною у 1990 році.
Після закінчення вищої школи ді Сільвестрі став фінансовим аналітиком на Волл-стріт. П'ять років пропрацював у Нью-Йорку, після чого провів ще чотири роки у Лондоні та повернувся до США, аби заснувати власну компанію Deutsche Suisse. У вільний час подружжя займалося лижними перегонами як хобі.
Домініканське громадянство Гарі з дружиною отримали після семи років занять благодійністю на території країни та інших Карибських островів. Наприкінці 2012 року Міжнародний олімпійський комітет звернувся до олімпійського комітету Домініки із запитом на можливість участі домініканських атлетів у зимових Олімпійських іграх 2014 року. Національний комітет в свою чергу, знаючи про захоплення подружжя ді Сільвестрі лижними перегонами, запропонував їм представляти свою країну на головних зимових змаганнях чотириріччя. З ініціативи Гарі та Анжеліки було створено Домініканську федерацію лижного спорту задля того, аби спортсмени отримали можливість змагатися на міжнародних турнірах та отримати олімпійську ліцензію. Гарі ді Сільвестрі офіційно став першим президентом новоствореної федерації.
Наприкінці 2013 року домініканський лижник скористався можливістю здобути право на виступ у Сочі, завдяки чому став першим спортсменом-чоловіком, що мав би представляти Домініку на зимових Олімпійських іграх. Крім того, ді Сільвестрі був прапоронесцем команди, що складалася з двох чоловік, на церемонії відкриття. Дебют Гарі відбувся 14 лютого 2014 року на 15-кілометровій дистанції класичним стилем, однак спортсмен так і не пройшов усю трасу, закінчивши гонку передчасно.